# Michaëlskerk (Oosterland)

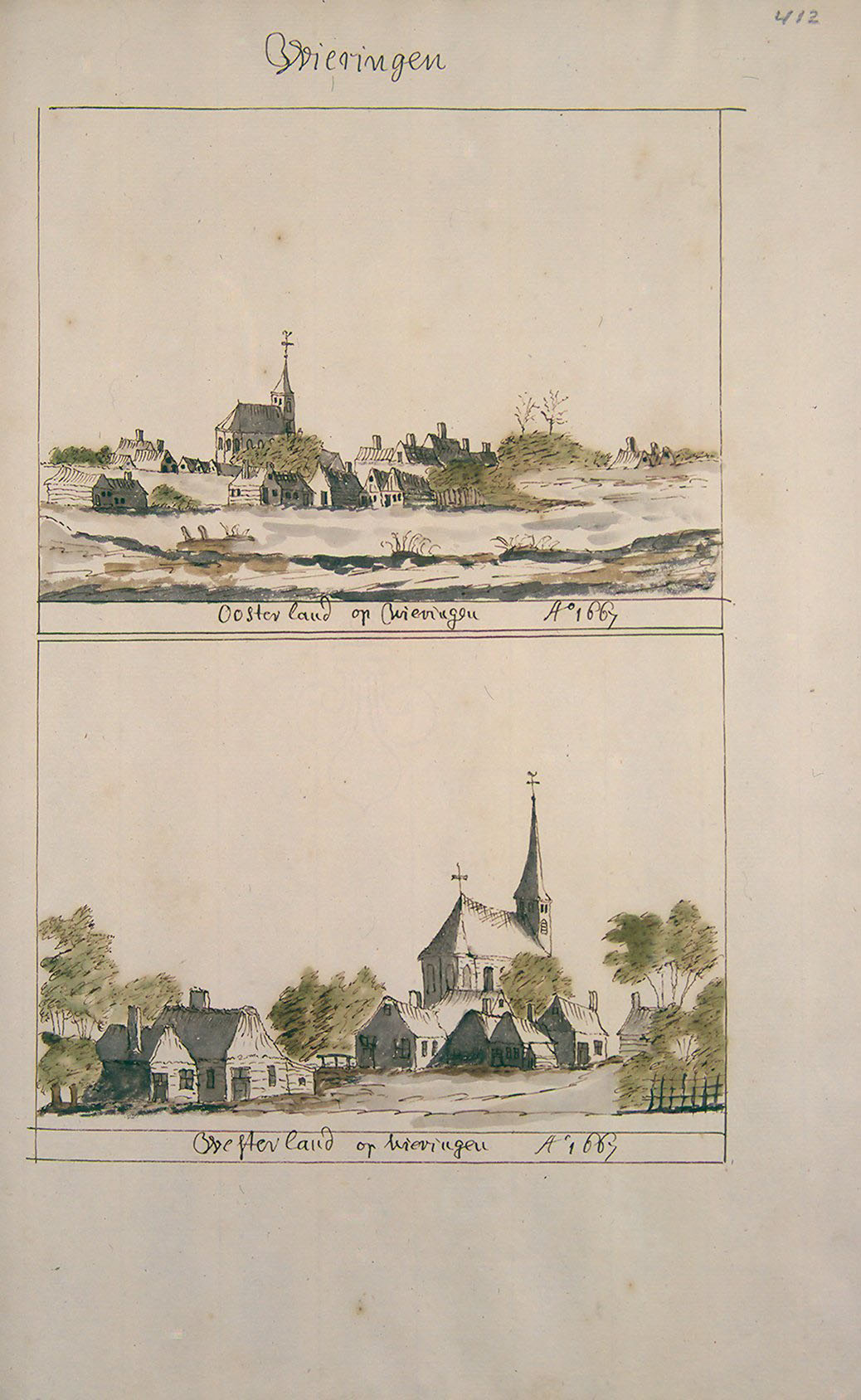
Gezicht op kerk Oosterland, 1689

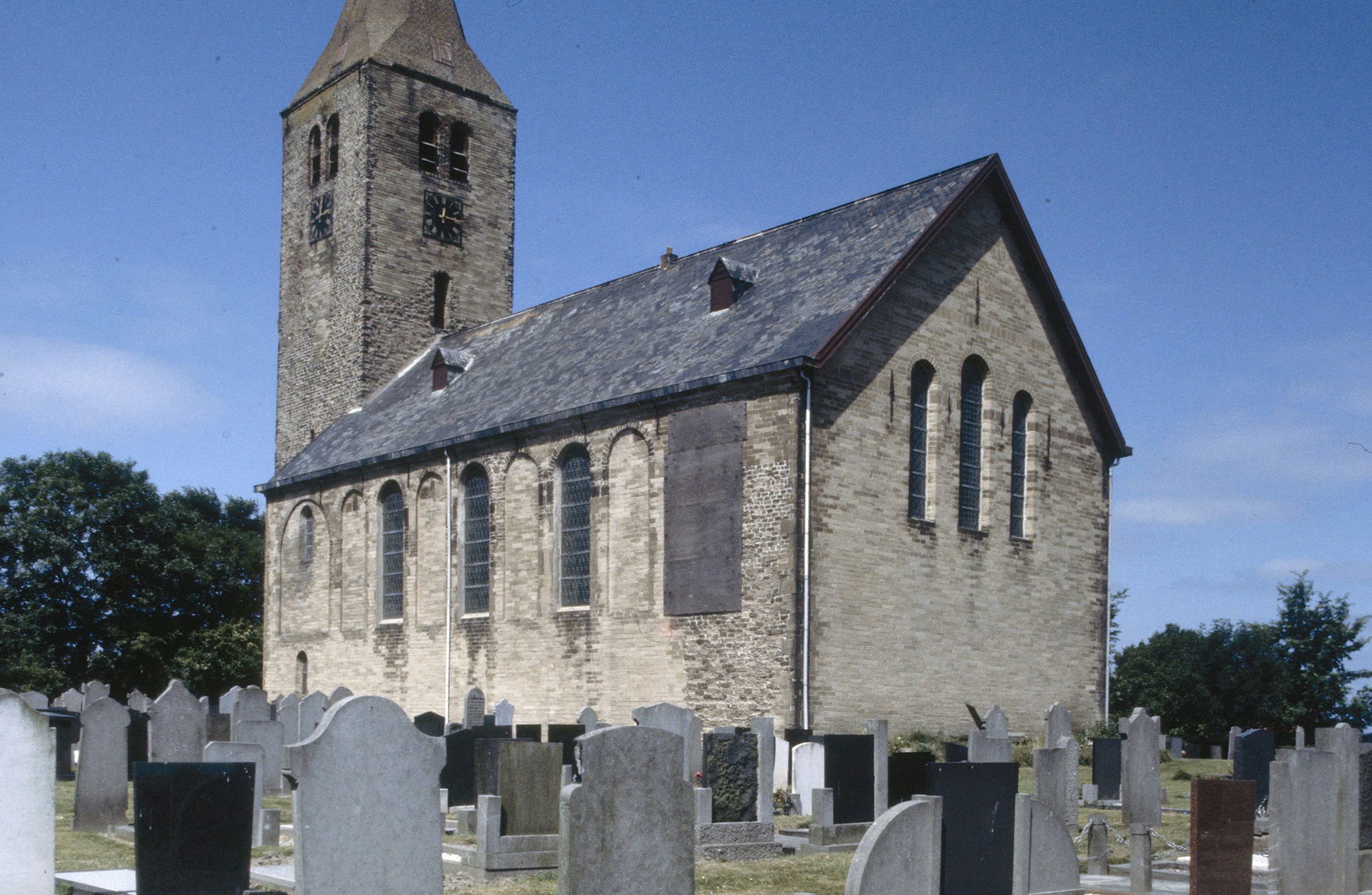
Zuidoost gevel, voor reconstructie van het koor, 1983

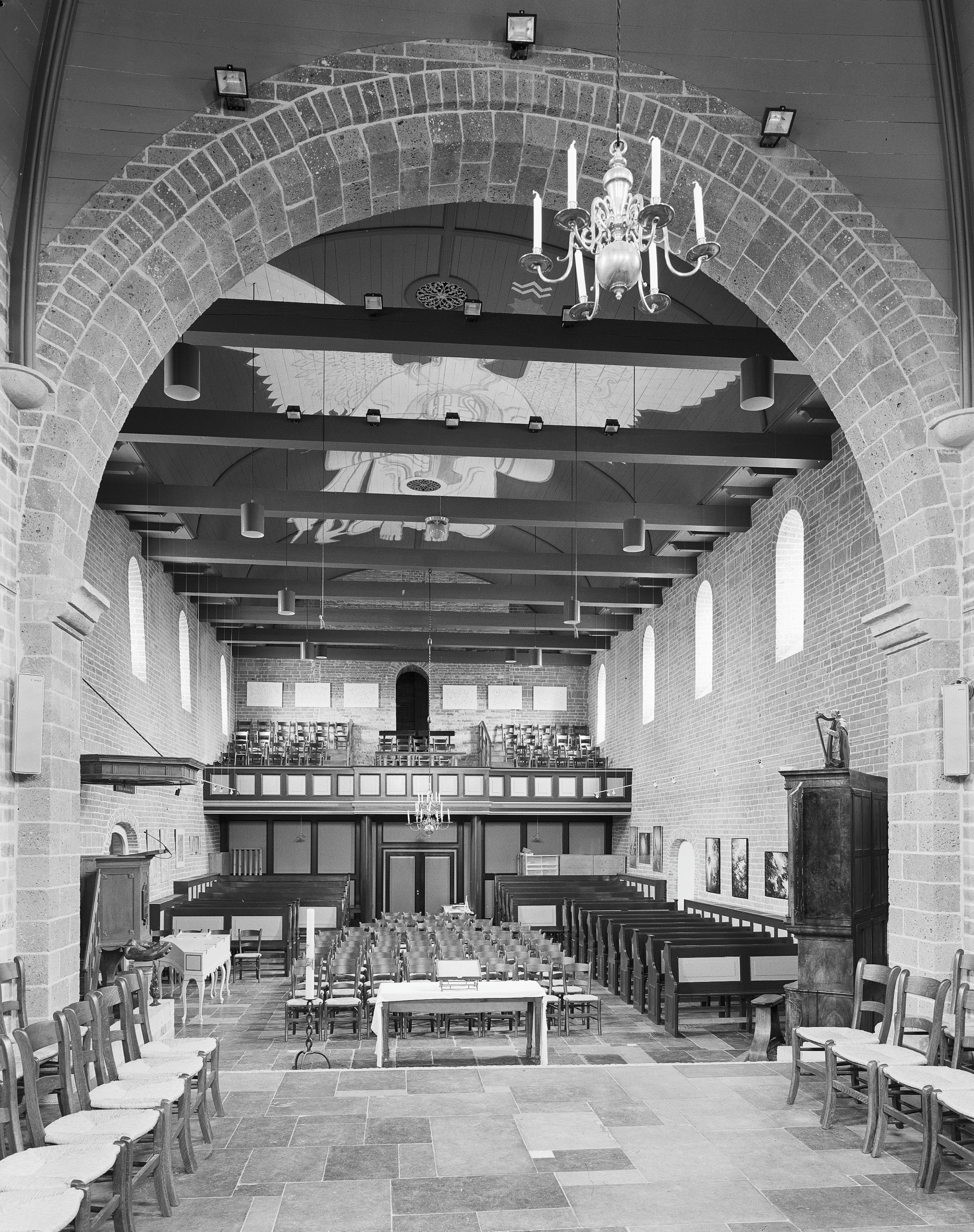
Interieur naar het westen, 1995

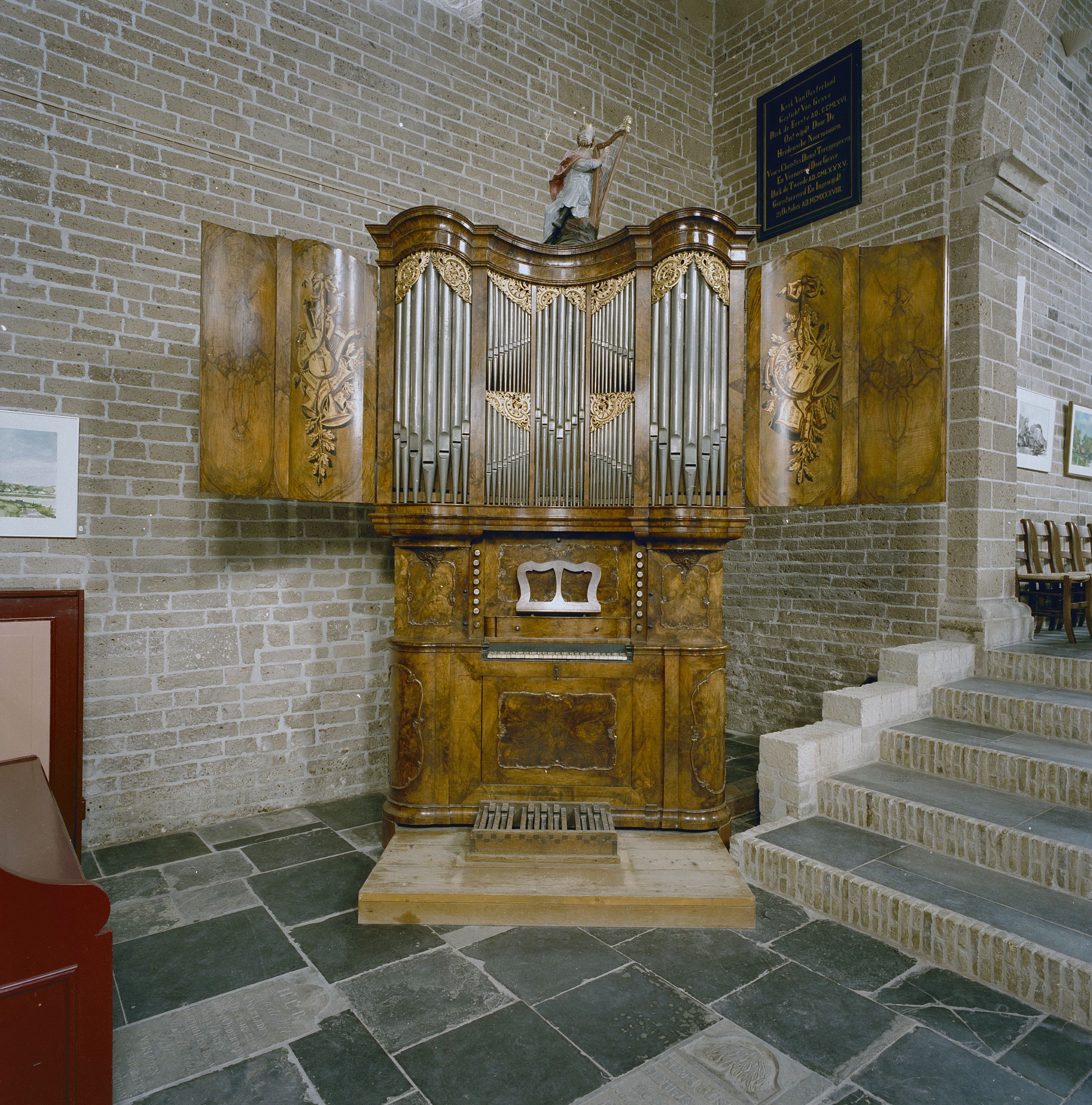
Aanzicht orgel, 1997

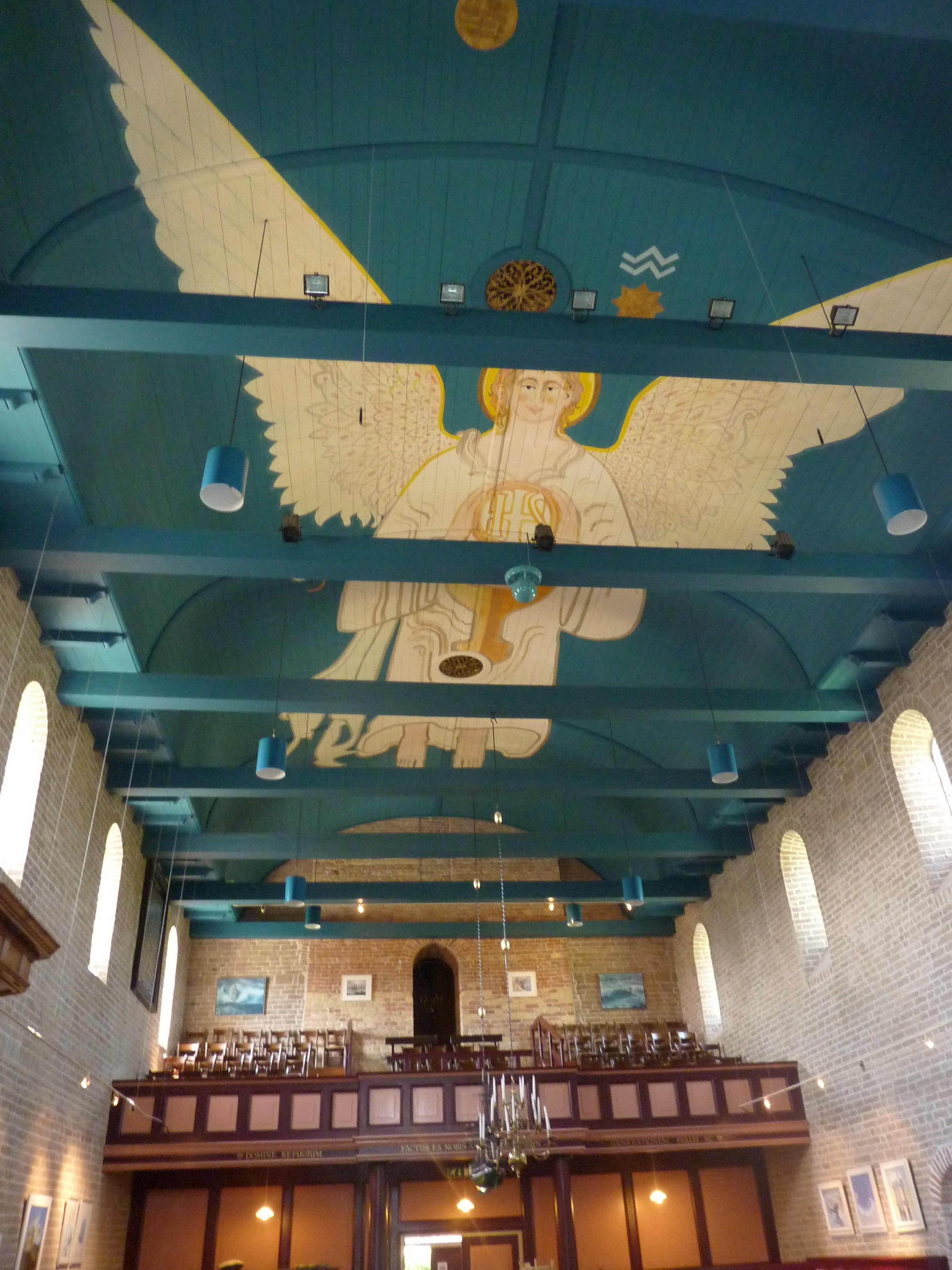
Plafondschildering, 2016

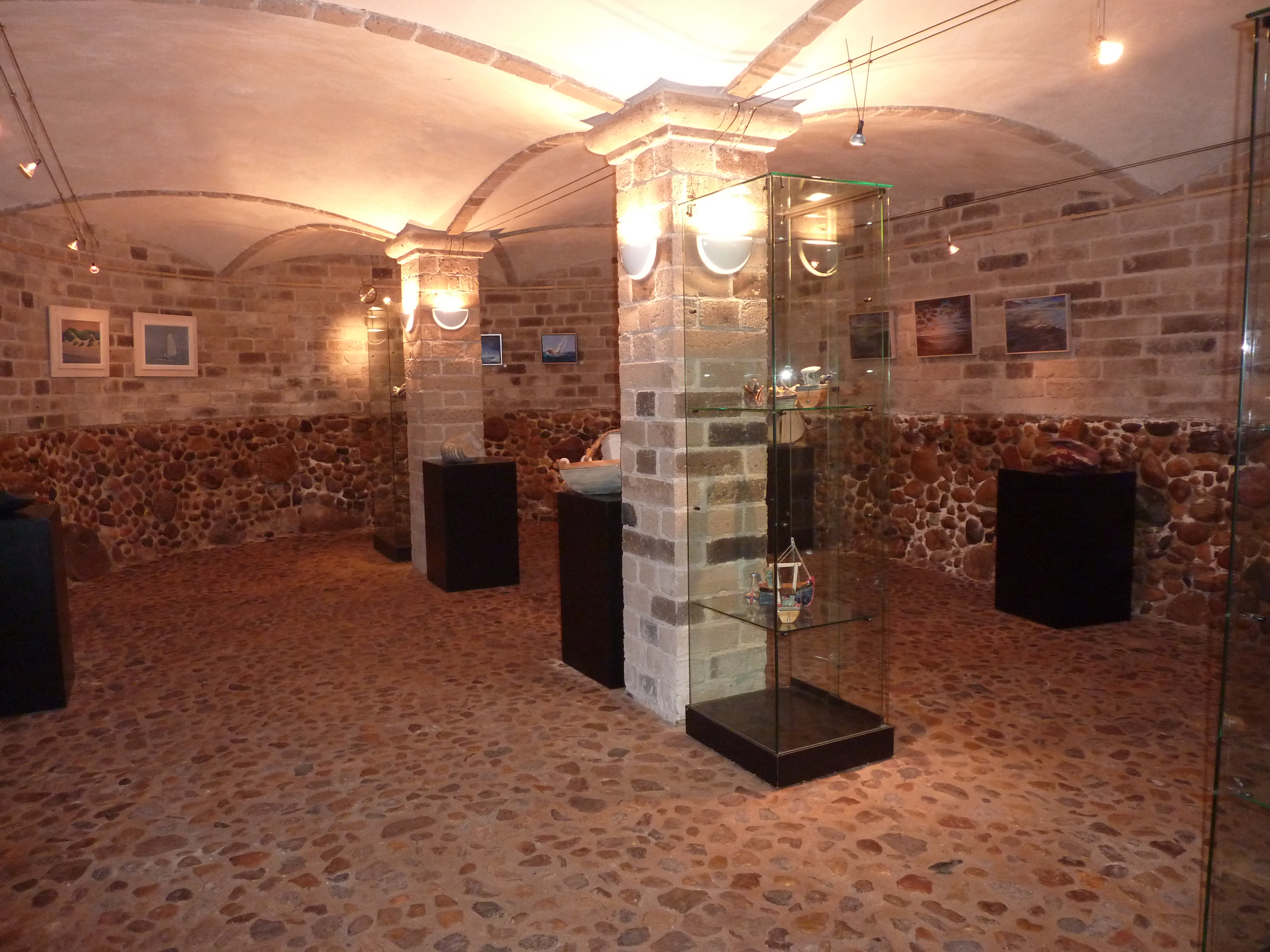
Crypte, 2016

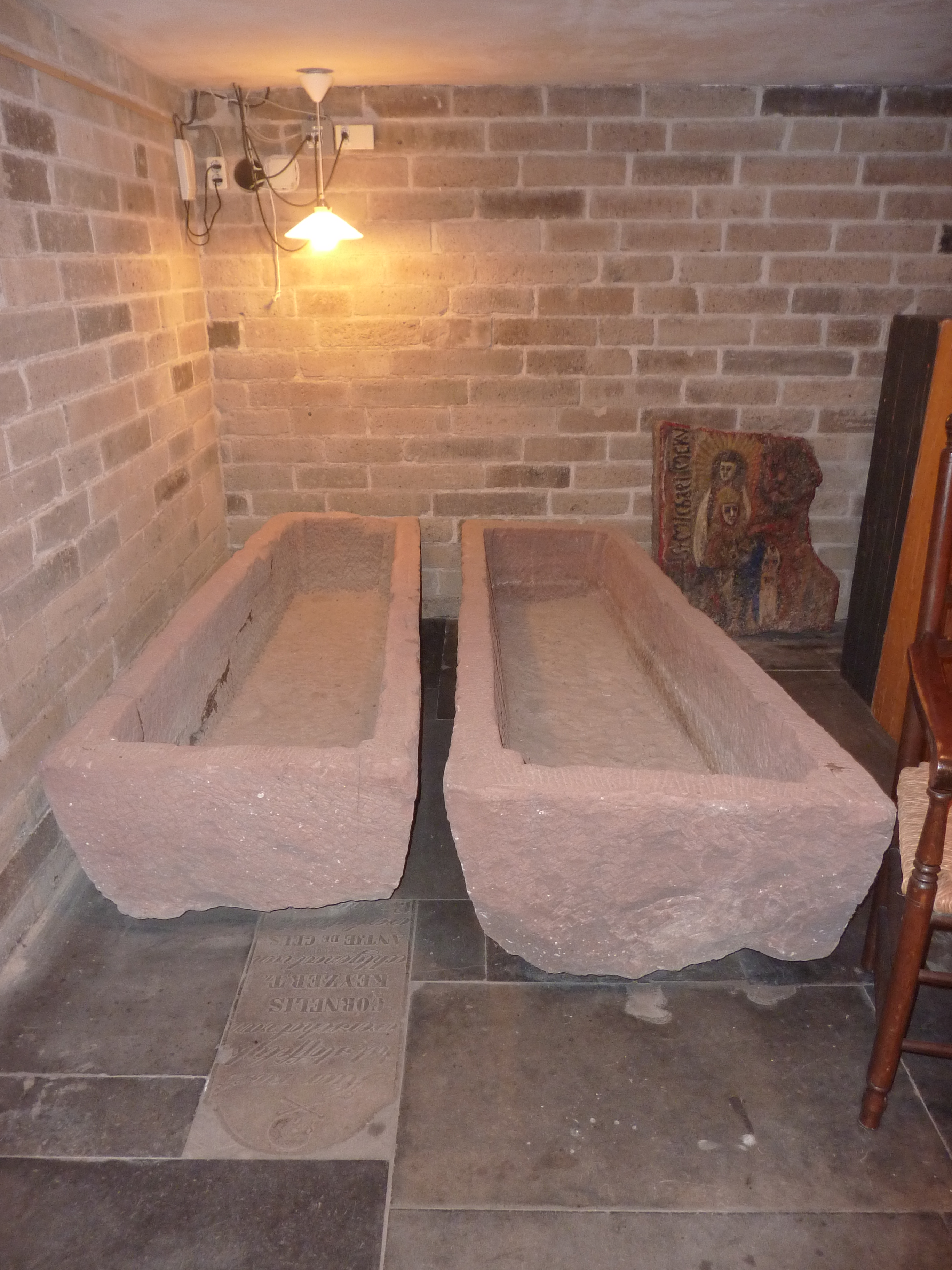
Sarcofagen in crypte, 2016

Michaëlskerk is gelegen aan de Kerkweg 22 in het Noord-Hollandse dorp Oosterland. Deze hervormde kerk, voor de reformatie gewijd aan de H. Michaël, wordt gezien als de oudste kerkstichting op Wieringen. Oosterland ligt op een steil oplopend plateau circa 5 meter boven NAP. Het oude dorp is opgezet als een kerkringdorp, gebouwd rond de kerk, waar de wegen samenkwamen. Het kerkerf is afgegrensd met een hek en een heg en ligt op het hoogste punt in het dorp.

## Bouw
Het geheel in tufstenen opgetrokken kerkgebouw dateert uit de 11e eeuw en is een fraai voorbeeld van de romaanse bouwstijl. De muren van het schip hebben een dikte van circa 85 cm, ze zijn op veel plaatsen hersteld. Toren en schip zijn beide opgetrokken in de romaanse bouwstijl.Aan de noordoostzijde is de oorspronkelijke vleugelmuur in gietwerktechniek het beste bewaard gebleven.
Voor de kerktoren, die uit de 13e eeuw stamt, is baksteen gebruikt. Bijzonder is de achthoekige bakstenen torenspits die vroeg in de 17e eeuw is gebouwd. De basis van de toren is circa 23 meter hoog. De toren is geheel gesloten met uitzondering van twee smalle lichtspleten en dubbele galmgaten aan elke zijde bovenin. In de toren hangt een door Johannes en Gobelinus Moer gegoten klok uit 1499.

## Restauraties
De kerk en toren zijn herhaaldelijk gerestaureerd. Al in 1600 spraken de resolutiën van de Staten van Holland van een zodanige bouwvalligheid van de toren, dat hij geen dienst meer kon doen als baken voor het zeeverkeer. Een ondiep koor met steunberen werd in 1839 gesloopt. Het werd in 1990 weer herbouwd. In 1888-1889 werd de kerk uitgebreid gerestaureerd door Pierre Cuypers, de architect van het Rijksmuseum. Hij veranderde onder meer de kap van het kerkschip, van een hoge Oud-Hollandse, in een wat minder steile, meer Romaans ogende kap. Ook voegde hij een aantal rondboogvenstertjes toe. In 1910 zijn de grote vensters aangepast en is het glas-in-lood aangebracht. Het interieur is in 1937 ontpleisterd, de torenspits is in 1938 vernieuwd. In de jaren negentig van de twintigste eeuw werd het koor teruggeplaatst op de oorspronkelijke fundering van zwerfkeien. Tevens werden de in 1910 aangebrachte grotere rondboogvensters vervangen door kleine rondboogvensters in romaanse stijl. Tijdens deze restauratie werden ter plaatse van het koor van de kerk sporen van een houten kerkje uit de 9e of 10e eeuw gevonden. In de gereconstrueerde crypte van de Michaëlskerk bevinden zich nog een sarcofaag (10e eeuw) en drie bontzandstenen sarcofagen (12e en 13e eeuw), afkomstig van het kerkhof van de kerk.

## Interieur
De kerk bevat een eenvoudige eiken, vroeg-18e-eeuwse, preekstoel met achterschot en klankbord. Tevens treft men een doophek met ijzeren doopbogen en uit de zeventiende eeuw een grote achttienarms koperen kroonluchter en een tiengebodenbord. Ook bevindt zich in de kerk een onversierde degen uit de zestiende eeuw, die aan geuzenaanvoerder Willem Bloys van Treslong zou hebben toebehoord.
In 1902 kocht de kerk in Velsen een kabinetorgel met beschilderde luiken, dat is gebouwd in 1762 door Jacob Engelbert Teschemacher uit Elberfeld bij Wuppertal. Het orgel wordt geroemd om het zeer gave 18e-eeuwse klankbeeld.
In de kerk hangt een houten wandbord waarop geschreven staat:
Gesticht van Grave Dirk de Eerste AD CCMLXVI
ontwijd door de Heidensche Noormannen.
Voor Christus dienst teruggegeven en vernieuwd
door Grave Dirk de Tweede AD CMLXXXV.
Gerestaureerd en ingewijd 25 oktober AD. MCMXXXVIII

## Pastorie
De voormalige pastorie van de Michaëlskerk was de verblijfplaats van de Duitse kroonprins, Friederich Wilhelm von Hohenzollern, die hier tussen 1918 en 1923 in ballingschap verbleef. De Duitse keizer en zijn familie kregen na de Eerste Wereldoorlog asiel in Nederland. De keizer verbleef in Doorn en zoon Friedrich Wilhelm werd verbannen naar Wieringen.
Zowel de toren als het kerkgebouw hebben de status van rijksmonument.